# مظفر پرتوماه
مظفر پرتوماه (سنندج ۱۳۱۴ - آمریکا ۱۳۸۴) دانشمند، مفسر قرآن و فیزیکدان اهل سنندج بود. پروفسور مظفر پرتوماه از نخستین استادان ایرانی رشته فیزیک هسته‌ای بود. وی حدود سه دهه در سازمان فضایی ناسا به پژوهش علمی اشتغال داشت.

## زندگی
این فیزیکدان نامی ایرانی در سال ۱۳۱۴ در یکی از روستاهای سنندج به دنیا آمده و پس از طی تحصیلات متوسطه جهت ادامه تحصیل به آمریکا رفت و تحصیلات خود را تا اخذ مدرک دکتری در رشته فیزیک هسته‌ای در دانشگاه وسکانسین ادامه داد. پرتوماه سپس به سازمان فضایی ناسا پیوست که این همکاری تا چند سال پیش ادامه داشت.
پروفسور پرتوماه همچنین از فعالان انجمن‌های اسلامی دانشجویان در آمریکا بود که پس از پیروزی انقلاب اسلامی از سوی دولت موقت به همراه هیئت حل اختلاف به سنندج اعزام شد و مدتی به عنوان مشاور استاندار کردستان فعالیت داشت. پروفسور پرتوماه پس از واقعه ۱۱ سپتامبربه علت اعتقادات و فعالیت‌های مذهبی از سازمان فضایی آمریکا اخراج شد و در سال‌های اخیر به عنوان مسئول پرتودرمانی در مؤسسه سرطان درمانی واشینگتن به فعالیت اشتغال داشت. پروفسور مظفر پرتوماه که در سال‌های اخیر بارها به ایران بازگشت. پیکر پروفسور پرتوماه جهت خاکسپاری به ایران منتقل نشد.